# Pseudhapigia brunnea
Pseudhapigia brunnea är en fjärilsart som beskrevs av William Schaus 1901. Pseudhapigia brunnea ingår i släktet Pseudhapigia och familjen tandspinnare. Inga underarter finns listade i Catalogue of Life.